# NGC 6081
NGC 6081 é uma galáxia lenticular (S0) localizada na direcção da constelação de Hercules. Possui uma declinação de +09° 52' 04" e uma ascensão recta de 16 horas, 12 minutos e 56,8 segundos.
A galáxia NGC 6081 foi descoberta em 26 de Julho de 1870 por Édouard Jean-Marie Stephan.